# غاري فريمان (كرة سلة)
غاري فريمان (بالإنجليزية: Gary Freeman)‏ مواليد 25 يوليو 1948 في بويسي، هو لاعب كرة سلة أمريكي معتزل. بدأ مسيرته الاحترافية في سنة 1970. تم اختياره من قبل فريق ميلووكي باكز خلال الدرافت. يبلغ طوله 6 قدم 9 بوصة (2.1 م). اعتزل اللعب في 1980. لعب مع ميلووكي باكز وكليفلاند كافالييرز.

## روابط خارجية
- غاري فريمان على موقع إن بي أي (الإنجليزية)
- غاري فريمان على موقع سبورتس رفرنس (الإنجليزية)
- غاري فريمان على موقع كلية كرة السلة في سبورتس رفرنس.كوم (الإنجليزية)
- غاري فريمان على موقع ريلجم (الإنجليزية)
- غاري فريمان على موقع بروبوليرز (الإنجليزية)